# Idhayakkani
Idhayakkani – indyjski film z 1975, w języku tamilskim, w reżyserii Jagannathana. Znany jest z piosenek i dialogów w bezpośredni sposób mówiących o kwestiach społeczno-politycznych. Uwypukla również rolę M.G. Ramachandrana jako bezpośredniego następcy i bliskiego współpracownika C.N. Annaduraia. Tytuł obrazu wykorzystuje jedno z odnoszących się do Ramachandrana wyrażeń ukutych przez Annadurai i oznacza, w przybliżeniu, owoc serca.

## Obsada
- M.G. Ramachandran - Mohan
- Radha Saluja - Lakshmi
- S.V. Subbaiah - robotnik
- Pandharibai
- R.S. Manohar
- Thengai Srinivasan

Źródła:

## Piosenki filmowe
- Hallo lover
- Inbame undan per
- Ithazhe ithazhe
- Neenga Nallayirukkanam
- Ondrum ariyaatha

Twórcami ich tekstów byli Vaali i Pulamaipithan. Swoich głosów w playbacku użyczyli, między innymi, T.M. Soundararajan oraz S.P. Balasubramaniam.